# Catasticta aureomaculata
Catasticta aureomaculata är en fjärilsart som beskrevs av Percy I. Lathy och Rosenberg 1912. Catasticta aureomaculata ingår i släktet Catasticta och familjen vitfjärilar. Inga underarter finns listade i Catalogue of Life.